# Aíd al-Adha
El Aíd al-Adha (en árabe: عِيد الْأَضْحَى‎, romanizado: ʿīd al-aḍḥā, lit. 'Fiesta del sacrificio'), a veces transcrito como Eíd al-Adha, también llamada Fiesta del Sacrificio, que podría traducirse como Día del Cordero, es la festividad mayor de los musulmanes. También llamada Aíd al-Kabir (Fiesta Grande), esta festividad conmemora el pasaje recogido en el Corán, en el que se muestra la voluntad de Abraham (Ibrahim) de sacrificar a su hijo Ismael (en la Biblia es Isaac quien sería sacrificado) como un acto de obediencia a Dios, antes de que Dios interviniera para proporcionarle un cordero y que sacrificara a este animal en su lugar. 
En varios países del África musulmana, tales como Malí, Níger, Senegal o Benín, dan el nombre de Tabaski a esta fiesta, y una parte de los Amazigh en África del Norte la nombran Tafaska. En muchos lugares de habla hispana es conocida como Fiesta del Cordero o también como Fiesta del Borrego.
Esta festividad, cuya fecha no es fija con respecto al calendario gregoriano o a las estaciones, tiene lugar el décimo día del mes de Du al-Híyah (duodécimo y último mes del calendario musulmán Hichrí, también llamado Di al-Hach), lo que sucede setenta días después del Aíd al-Fitr. Aíd al-Adha es parte del Hach, la gran peregrinación a La Meca, que debe realizarse por lo menos una vez en la vida durante este mes.

## Descripción

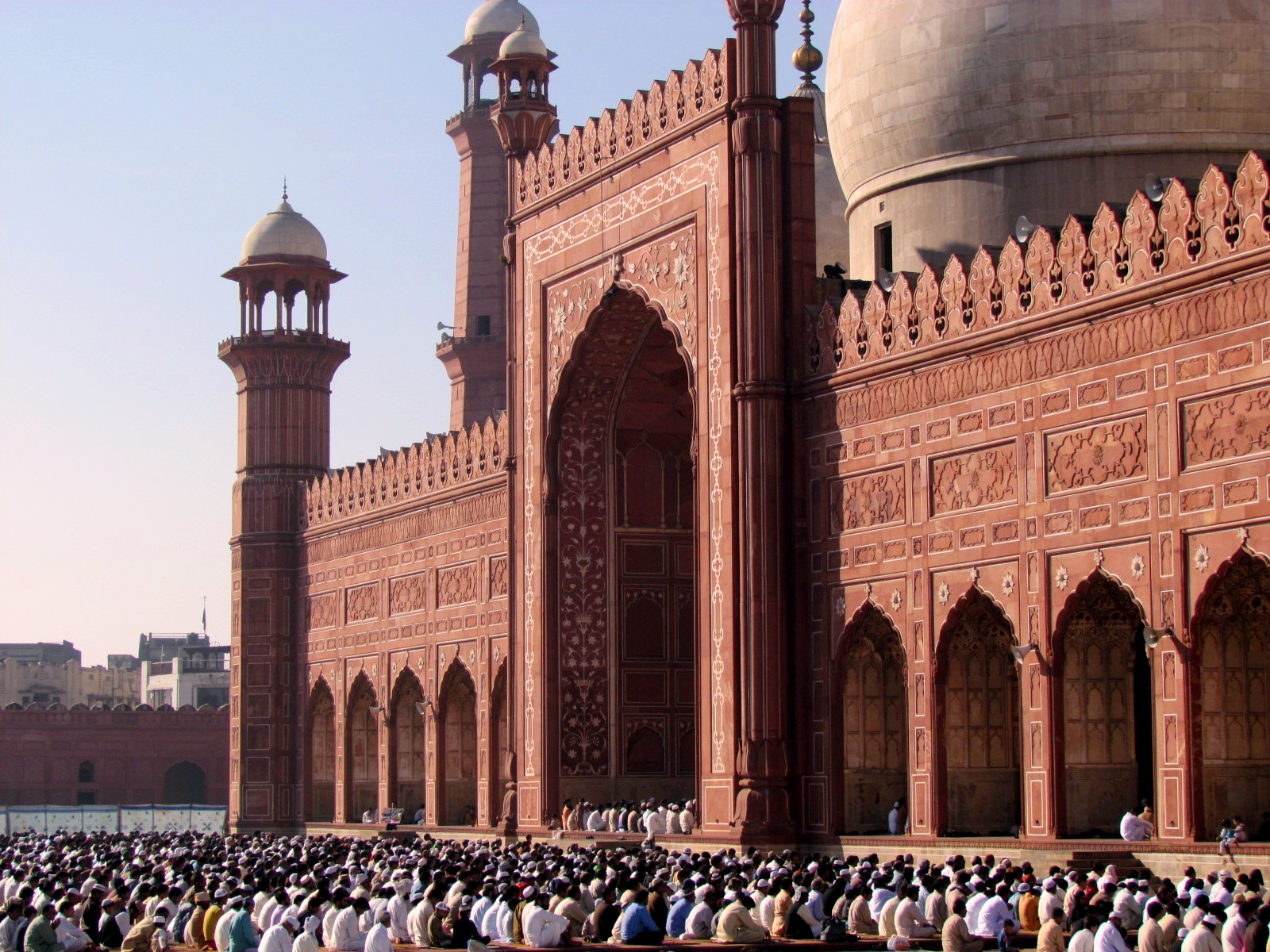
Oración de Eid en la mezquita Badshahi Masjid, Pakistán.

El Eid al-Adha se caracteriza por la ofrenda de un sacrificio animal (comúnmente una vaca o un cordero macho) como acción de gracias a Dios por salvar la vida de Ismael, hijo del profeta Abraham. En este día los musulmanes que están en La Meca concluyen los ritos de su peregrinación y, después de la oración especial, realizan el sacrificio animal.
Muchos estudiosos islámicos consideran que su celebración no es obligatoria. La corriente de la escuela Malikí, presente en la región del Magreb y el África Occidental, indica que el sacrificio animal no es obligatorio y se recomienda solo a las personas que dispongan de los medios económicos para procurarse la oveja o vaca. Por el contrario, para la escuela Hanafí, con influencia sobre todo en Turquía, el sacrificio sí es obligatorio.
En algunos países como Marruecos, además de la ofrenda animal y los momentos de oración, esta festividad incluye regalos para los niños y las niñas. En el caso de los peregrinos de La Meca, y como parte del final del Hajj, los hombres se afeitan la cabeza y se deshacen de sus prendas blancas usadas durante los días anteriores, mientras que las mujeres se cortan mechones de pelo como símbolo de renacimiento y renovación.
Los musulmanes que no realizan la peregrinación a La Meca en este momento pueden celebrar Eid al-Adha en sus lugares de residencia, acudiendo a las mezquitas para la oración. Normalmente, suele celebrarse al aire libre, en las afueras de las ciudades, en una zona abierta denominada musalla.
El musulmán acude a la oración tras haber realizado la ablución mayor o gusl y haberse ataviado con su mejor ropa, limpia y perfumada. Recita unos versículos del Corán que solamente se mencionan durante las dos fiestas anuales y en los entierros. Los musulmanes glorifican a Dios hasta que el imán inicia la oración recitando siete takbir (Allahu akbar) y haciendo dos prosternaciones (rakáa). Después el imán pronuncia una jutba (‘sermón del viernes’) a los miembros de la comunidad que se hallan presentes. Por último se disuelve la reunión y los asistentes se saludan en señal de hermanamiento y se felicitan por la fiesta.[cita requerida]

### El sacrificio

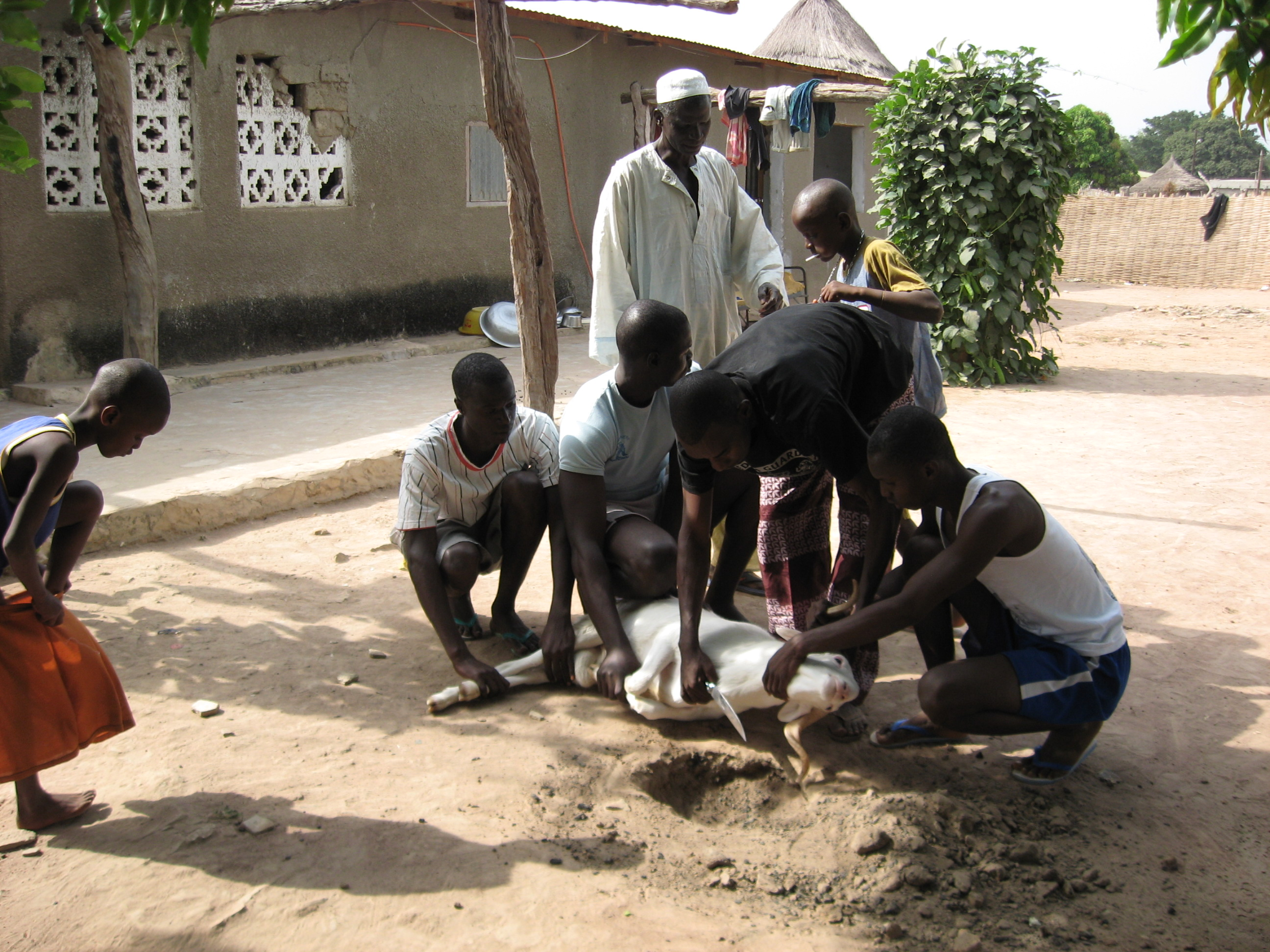
Fieles musulmanes en Senegal aprestándose a realizar el sacrificio ritual de un cordero en caso de que sea un hijo, o un camello si es una hija.

La tradición indica que la mañana del día de Aíd al-Adha, luego de la oración especial hecha veinte minutos después de la salida del sol, el jefe de cada familia es el responsable de sacrificar al animal, esto si la ley del país lo permite. De no ser posible, existe la autorización de que un carnicero o una tercera persona lleve a cabo esta tarea, siempre buscando causar el menor dolor, dirigiendo la cabeza del animal hacia La Meca y dejando que su cuerpo expulse toda la sangre, para que la acción —y la carne que resulte de esta— sea considerada halal. 
Aunque lo más común es sacrificar una oveja o una vaca, de acuerdo con la región o país la ofrenda puede ser un toro, una cabra, una ternera e incluso un camello o un dromedario. En el caso de los bovinos, el animal debe tener más de dos años de edad, en el de los ovinos, al menos seis meses, aunque lo más recomendable es que sean mayores de un año. Deben estar sanos y no tener ningún defecto físico (ceguera, miembro amputado, etc.). Los machos castrados están autorizados.
Tras el sacrificio, la carne es separada en tercios: uno para la persona que obsequia la bestia, otro para repartir entre parientes y vecinos, y el último para los necesitados (huérfanos y pobres), independientemente de su religión o nacionalidad.
En Francia, para 2016, se estimaba que se sacrificaban un promedio de cien mil ovejas para ofrendar durante Eid al-Adha.
Hay algunos musulmanes que celebran esa fiesta después de tres días de hajj en Nepal, India, Bangladés, Afganistán, Pakistán, Uzbekistán, Emiratos Árabes Unidos y Catar.[cita requerida]

## Historia
Abraham (Ibrahim en árabe) estuvo dispuesto a sacrificar a su hijo primogénito Ismael como prueba de su lealtad a Dios. Al final, Dios —cuenta la tradición— fue clemente y paró su brazo en el aire justo cuando iba a cercenar el cuello de su hijo. Agradecido, Abraham sacrificó en su lugar un carnero y es, en imitación de ese acto, por lo que los musulmanes sacrifican a sus animales en lo que se considera la Fiesta Mayor del Islam. 
Según el Corán, Ismael, el hijo primogénito de Abraham, engendrado por su esclava Agar, fue el protagonista de la historia, a diferencia de la tradición judeocristiana, que otorga este papel a Isaac: 

Y cuando (Ismael) era lo bastante mayor

para ayudar en las tareas (de Ibrahim), este dijo:

“¡Oh mi querido hijo!

¡He visto en sueños que debía sacrificarte:

considera, pues, como lo ves tú!”

[Ismael] respondió:

“¡Oh padre mío! ¡Haz lo que se te ordena:

hallarás que soy, si Allah quiere,

paciente en la adversidad!”

Pero cuando ambos se hubieron sometido

a la voluntad de Allah,

y le hubo tendido sobre el rostro, le llamamos:

“¡Oh Ibrahim, has cumplido ya con la visión!”

Así, realmente, recompensamos a los que hacen el bien:

pues, ciertamente, todo esto fue en verdad

una prueba, clara en sí misma.

Y le rescatamos mediante un sacrificio magnífico,

y de esta forma le dejamos como recuerdo

para futuras generaciones:

“¡La paz sea con Ibrahîm!”
Corán 37.99-107

## España y América
Desde 2010 es fiesta oficial en los territorios españoles continentales del norte de África: Ceuta y Melilla.
En Argentina es obligatorio para aquellos que profesan la fe islámica:

La ley 27.399, promulgada en el año 2017, establece días no laborables para las religiones cristiana, judía e islámica.

Por otra parte, fija como días no laborables solamente para los habitantes de la Nación Argentina que profesen la religión islámica, el día del Año Nuevo Musulmán (Hégira), el día posterior a la culminación del ayuno (Aíd al Fitr); y el día de la Fiesta del Sacrificio (Aíd al Adha).

## Calendario
- 3 de julio de 1990 (1410)
- 23 de junio de 1991 (1411)
- 11 de junio de 1992 (1412)
- 1 de junio de 1993 (1413)
- 2 de junio de 1993 (1414)
- 21 de mayo de 1994 (1414)
- 10 de mayo de 1995 (1415)
- 28 de abril de 1996 (1416)
- 18 de abril de 1997 (1417)
- 7 de abril de 1998 (1418)
- 28 de marzo de 1999 (1419)
- 16 de marzo de 2000 (1420)
- 5 de marzo de 2001 (1421)
- 23 de febrero de 2002 (1422)
- 12 de febrero de 2003 (1423)
- 1 de febrero de 2004 (1424)
- 21 de enero de 2005 (1425)
- 10 de enero de 2006 (1426)
- 31 de diciembre de 2006 (1427)
- 20 de diciembre de 2007 (1428)
- 8 de diciembre de 2008 (1429)
- 27 de noviembre de 2009 (1430)
- 16 de noviembre de 2010 (1431)
- 6 de noviembre de 2011 (1432)
- 26 de octubre de 2012 (1433)
- 15 de octubre de 2013 (1434)
- 5 de octubre de 2014 (1435)
- 24 de septiembre de 2015 (1436)
- 12 de septiembre de 2016 (1437)
- 1 de septiembre de 2017 (1438)
- 22 de agosto de 2018 (1439)
- 11 de agosto de 2019 (1440)
- 31 de julio de 2020 (1441)
- 20 de julio de 2021 (1442)
- 9 de julio de 2022 (1443)
- 28 de junio de 2023 (1444)
- 17 de junio de 2024 (1445)